# Alexei Leonidowitsch Kudrin

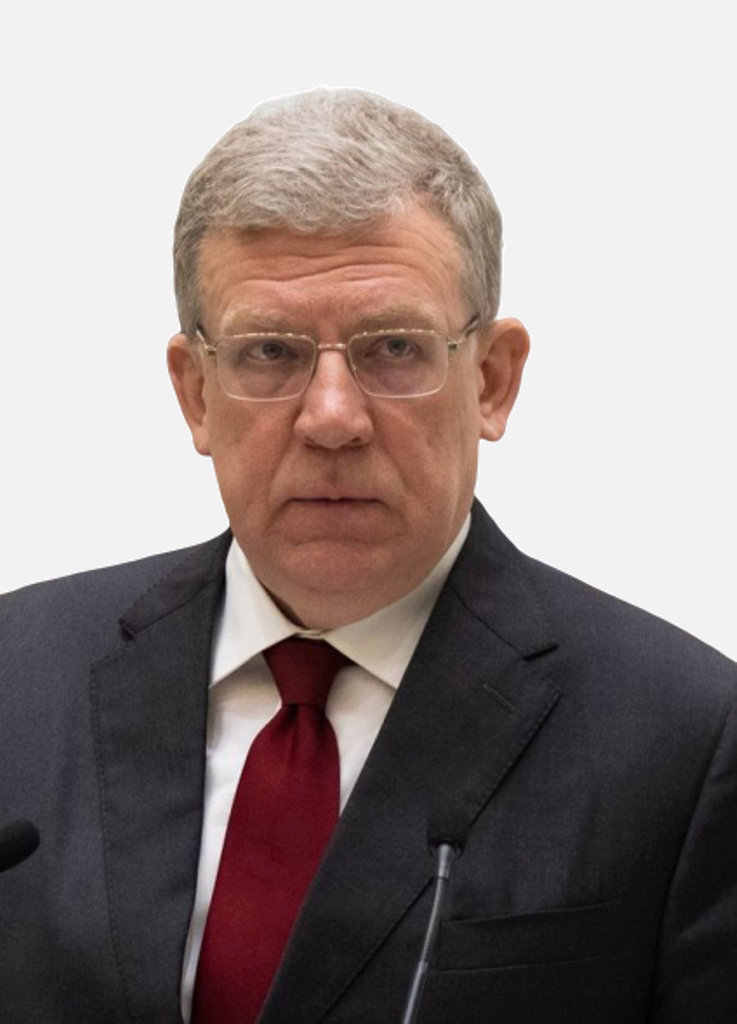
Alexei Kudrin, 2020

Alexei Leonidowitsch Kudrin (russisch Алексей Леонидович Кудрин; * 12. Oktober 1960 in Dobele, Lettische SSR) ist ein russischer Politiker. Er bekleidet den Rang eines Wirklichen Staatsrats 1. Klasse der Russischen Föderation. Von Mai 2000 bis zum September 2011 war er Finanzminister der Russischen Föderation. Von Juni 2016 bis Dezember 2022 war er im Wirtschaftsrat beim Russischen Präsidenten.

## Biografie
Kudrin wuchs als Sohn eines Militärangehörigen in Archangelsk auf, wo er auch die Schule abgeschlossen hat. Danach zog er nach Leningrad und arbeitete dort als Automechaniker, bevor er 1978 das Studium der Wirtschaftswissenschaften an der Leningrader Universität aufnahm. Nach dem Abschluss im Jahre 1983 arbeitete er als wissenschaftlicher Angestellter an einem Wirtschaftsforschungsinstitut der Sowjetischen Akademie der Wissenschaften. Im Oktober 1990 wechselte er in die Stadtverwaltung Leningrads (seit 1991 wieder Sankt Petersburgs), wo er im Ausschuss für die wirtschaftlichen Reformen sowie später in der Finanzverwaltung der Stadt tätig wurde. 1993 bis 1996 war er stellvertretender Oberbürgermeister Sankt Petersburgs.  Schließlich wechselte er im Sommer 1996 nach Moskau, wo er auf Erlass des damaligen Staatspräsidenten Boris Jelzin stellvertretender Leiter der Präsidialverwaltung wurde. Von 1997 bis 2000 war er mit einigen Monaten Unterbrechung (in denen er als stellvertretender Vorstandschef des Energieversorgers EES Rossii tätig war) erster stellvertretender Finanzminister, bis er am 18. Mai 2000 auf Erlass des damals gerade neu gewählten Präsidenten Wladimir Putin zum Finanzminister ernannt wurde. Seit 2002 ist Kudrin außerdem Honorarprofessor der Sankt Petersburger Universität, an der er studierte.

## Rücktritt als Minister
Am 26. September 2011 wurde Kudrin als Finanzminister entlassen, nachdem er erklärt hatte, er wolle nicht unter einem Ministerpräsidenten Medwedew arbeiten. In diesem Zusammenhang hatte Kudrin unter anderem die geplante Erhöhung der Militärausgaben kritisiert. Medwedew hatte Kudrin daraufhin öffentlich zum Rücktritt aufgefordert und ihn anschließend entlassen.
Kudrin waren vorher Ambitionen auf das Amt des russischen Ministerpräsidenten nachgesagt worden. Seine Amtsgeschäfte wurden nach der Entlassung zunächst kommissarisch von Anton Siluanow sowie von Igor Schuwalow übernommen. Am 16. Dezember 2011 wurde Siluanow dann offiziell zu Kudrins Nachfolger ernannt.

## Politik
In seiner Zeit als Mitglied der russischen Regierung galt Kudrin als einer der liberal orientierten Minister. In der Zeit seiner Amtsausübung als Finanzminister nutzte er die dank des Anstiegs der Erdölpreise hohen Staatseinnahmen dazu, die Staatsschulden zu tilgen und einen Stabilisierungsfonds für den Fall zukünftig sinkender Staatseinnahmen zu bilden. Auf diese Weise konnte die internationale finanzielle Reputation Russlands nach dem Staatsbankrott 1998 weitgehend wiederhergestellt werden. Außerdem wurde in seiner Amtszeit Ende 2000 eine Steuerreform durchgeführt und die Einkommensteuer auf den einheitlichen Satz von 13 Prozent gesenkt.
Kudrin hatte laut einem Lebenslauf in der Nowaja Gaseta im Dezember 2022 nach der Entlassung durch Medwedew im Jahr 2011 auch an einer Kundgebung der Opposition teilgenommen und wollte Putin davon überzeugen, Demonstranten zu treffen. Nach den Parlamentswahlen im Dezember 2011 kündigte Kudrin in einem Interview an, an der Gründung einer neuen Partei mitwirken zu wollen.
Im Juni 2016 wurde er Arbeitsgruppenvorsitzender des Wirtschaftsrates beim Präsidenten. Es wurde festgestellt, dass er dort ein Gegengewicht zu den Ideen von Sergei Glasjew bilden und eine Strukturreform voranbringen könnte.
Im Mai 2018 wurde er Leiter der Rechnungskommission der Duma. Zuvor hatte er eine Demokratisierung und die Ausweitung von Freiheiten gefordert; eine Entwicklung des Landes sei ohne Raum für politischen Wettbewerb, Transparenz und Voraussehbarkeit nicht möglich.